# Се Фучжі
Се Фучжі (кит. спр. 谢富治, піньїнь: Xiè Fùzhì, 1909-1972) — китайський політичний і державний діяч, міністр громадської безпеки КНР в 1959-1972, голова Пекінського ревкому (мер Пекіна) в 1967-1972, генерал-полковник НВАК.

## Біографія
Народився у провінції Хубей, вступив до КПК у 1931, у віці 22 років.
До 1949 служив політичним комісаром одного з підрозділів 2-ї польової армії, політичним комісаром якої був Ден Сяопін.
Після створення КНР в 1949 призначений заступником міністра громадської безпеки, фактично другою особою в міністерстві, одночасно був призначений першим секретарем комітету КПК провінції Юньнань, і перебував на цих посадах до 1959, коли за рішенням Мао він був призначений міністром громадської безпеки.
У 1955 присвоєно звання генерал-полковника НВАК.
У 1956 на VIII з'їзді КПК обраний членом ЦК КПК, а також членом Центральної військової ради КНР.
У період культурної революції виявив себе активним прихильником лінії Мао. У травні 1966 за розпорядженням Мао Цзедуна в Пекіні створено робочу групу на чолі з Е Цзяньїном, Яном Чен'у та Се Фучжі. До завдань цієї групи входило виселення зі столиці у широких масштабах мешканців із «чужим походженням». Се Фучжі як міністр вимагав від міліціонерів, щоб вони не тільки не перешкоджали хунвейбінам, а мали стати для них «радниками» і надавати їм інформацію про осіб, які підлягають виселенню, чим, по суті, дав хунвейбінам карт-бланш на безчинства по відношенню до беззахисних людей.
За активну підтримку лінії Мао Се Фучжі отримав підвищення у партійній ієрархії КПК, він був обраний кандидатом у члени політбюро ЦК КПК, членом Секретаріату ЦК КПК та членом реорганізованого Пекінського міськкому партії у 1966, а також увійшов до складу Групи у справах культурної революції КПК — найближче оточення Мао, яке фактично визначало політику КПК.
У 1967 у Пекіні вся влада передана новому революційному комітету, головою якого став Се Фучжі, цю посаду він поєднував з посадою політичного комісара Пекінського військового округу та зберігав за собою посаду міністра громадської безпеки.
На IX з'їзді КПК у 1969 обраний членом політбюро ЦК КПК, а у 1971 — першим секретарем новообраного Пекінського міськкому КПК.
У липні 1967 стався так званий Уханьський інцидент: командувач Уханьського військового округу генерал Чень Цзайдао, посланий на упокорення «контрреволюційних угруповань» в місто Ухань, розправився там як з партійними активістами, так і з вийшли з-під контролю Сеун Фучжі та Ван Лі. Тільки після того як до Ухань були направлені три піхотні дивізії та інші військові підрозділи, Чень Цзайдао здався без бою. Після повернення з Уханя до Пекіна, організував постачання зброї привілейованим загонам хунвейбінів, у тому числі постачання 500 гвинтівок загону хунвейбінів Пекінського педагогічного університету.
Раптово помер у Пекіні в 1972.
Після засудження банди чотирьох у 1976 в офіційних документах КПК Се Фучжі, поряд з Кан Шеном, визнаний відповідальним за порушення законності під час культурної революції та винним у «антипартійній діяльності». Він був посмертно виключений з КПК у 1980, а його останки були видалені з Бабаошаньского кладбища революционеров.